# Coppa Latina 1955
La Coppa Latina 1955 fu la sesta edizione della Coppa Latina di calcio, e fu disputata a Parigi nel giugno 1955.
In questa edizione si registrò la defezione del Benfica che si fece sostituire dal Belenenses.

## Partecipanti
| N° | Nazione               | Squadra     | Campionato              | Note                                                                           |
| -- | --------------------- | ----------- | ----------------------- | ------------------------------------------------------------------------------ |
| 2  | Francia (bandiera)    | Stade Reims | 1ª Francia 1954-1955    | 1ª Coppa Latina 1953                                                           |
| 3  | Italia (bandiera)     | Milan       | 1ª Italia 1954-1955     |                                                                                |
| 4  | Portogallo (bandiera) | Belenenses  | 2ª Portogallo 1954-1955 | Benfica (1ª Portogallo 1954-1955, 1ª Coppa di Portogallo 1954 - 1955) rinuncia |
| 1  | Spagna (bandiera)     | Real Madrid | 1ª Spagna 1954-1955     |                                                                                |

## Risultati

### Semifinali
| Parigi 22 giugno 1955                                  | Real Madrid | 2 – 0 | Belenenses | Parco dei Principi |
| \| \| \| \| \| Zárraga 14’ Payá 60’ \| Marcatori \| \| |             |       |            |                    |
|                                                        |             |       |            |                    |
| Zárraga 14’ Payá 60’                                   | Marcatori   |       |            |                    |

| Parigi 23 giugno 1955                                                                        | Stade Reims | 3 – 2 (d.t.s.)             | Milan | Parco dei Principi |
| \| \| \| \| \| Glovacki 45’, 138’ Templin 100’ \| Marcatori \| 26’ Sørensen 115’ Liedholm \| |             |                            |       |                    |
|                                                                                              |             |                            |       |                    |
| Glovacki 45’, 138’ Templin 100’                                                              | Marcatori   | 26’ Sørensen 115’ Liedholm |       |                    |

### Finale 3º posto
| Parigi 26 giugno 1955                                                      | Milan     | 3 – 1       | Belenenses | Parco dei Principi |
| \| \| \| \| \| Ricagni 16’, 73’ Nordahl 83’ \| Marcatori \| 81’ Matateu \| |           |             |            |                    |
|                                                                            |           |             |            |                    |
| Ricagni 16’, 73’ Nordahl 83’                                               | Marcatori | 81’ Matateu |            |                    |

### Finale 1º posto
| Arbitro: | Campos |

|              |           |  |
| Rial 6’, 73’ | Marcatori |  |

## Classifica marcatori
|  | Gol | Marcatore        | Squadra     |
|  | --- | ---------------- | ----------- |
|  | 2   | José Héctor Rial | Real Madrid |
|  | 2   | Eduardo Ricagni  | Milan       |